# Vektorknippe
Inom matematiken är ett vektorknippe en konstruktion genom vilken varje punkt i ett topologiskt rum associeras med ett vektorrum på ett sätt så att dessa vektorrum tillsammans, med en lämplig topologi, bildar ett annat topologiskt rum. Denna konstruktion kan också genomföras för mångfalder och algebraiska varieteter. Ett vektorknippe är ett specialfall av ett fiberknippe, som i sin tur är ett specialfall av ett knippe. 

## Definition
För att definiera ett vektorknippe börjar man med topologiska rum {\displaystyle E,X}, ett vektorrum {\displaystyle F}, samt en projektion {\displaystyle \pi :E\rightarrow X}, som är en kontinuerlig, surjektiv avbildning. Avbildningen {\displaystyle \pi } uppfyller dessutom att {\displaystyle \pi ^{-1}(\{x\})} är isomorf med vektorrummet {\displaystyle F} för varje {\displaystyle x\in X}. Detta innebär att för varje {\displaystyle x\in X} finns en omgivning U och en avbildning {\displaystyle \varphi :U\times F\rightarrow \pi ^{-1}(U)} som är en isomorfism. 
Denna avbildning kallas för en lokal trivialisering av vektorknippet. Detta kan ses som en lokal approximation av π som en projektion av {\displaystyle U\times F} på {\displaystyle U}. Om det går att sätta {\displaystyle U=X}, och alltså {\displaystyle \pi =\phi } globalt, har vi en global trivialisering, och vektorknippet kallas trivialt. Man kan till exempel visa att varje Liegrupp har trivialt tangentknippe.

## Exempel
De viktigaste exemplen av vektorknippen är tangentknippet och kotangentknippet som är vanligt förekommande inom differentialgeometrin.